# Ľubiša, Humenné
Ľubiša este o comună slovacă, aflată în districtul Humenné din regiunea Prešov. Localitatea se află la altitudinea de 164 m deasupra n.m., se întinde pe o suprafață de 10,02 km2 și în 2017 număra 820 de locuitori.

## Istoric
Localitatea Ľubiša este atestată documentar din 1410.

## Demografie
| An:                | 1994 | 2004   | 2014   | 2024   |
| ------------------ | ---- | ------ | ------ | ------ |
| Număr de persoane: | 798  | 838    | 812    | 819    |
| Diferență:         |      | +5,01% | −3,10% | +0,86% |

| An:                | 2023 | 2024   |
| ------------------ | ---- | ------ |
| Număr de persoane: | 807  | 819    |
| Diferență:         |      | +1,48% |